# Caecidotea macropropoda
Caecidotea macropoda е вид ракообразно от семейство Asellidae. Видът е уязвим и сериозно застрашен от изчезване.

## Разпространение
Разпространен е в САЩ.